# Manual de cocina de la Sección Femenina
El Manual de cocina. Recetario es un libro de cocina publicado en 1950, en la España franquista, por Ana María Herrera a petición del sector de mujeres de la Falange Española para el que trabajaba. Se considera uno de los libros clásicos de la cocina española.

## Historia
El Manual de cocina logró un éxito rotundo desde su primera edición en 1950. Durante aquellos años, se convirtió en un regalo típico para las madres, las recién casadas, etc. La autora, Ana M.ª Herrera publicó otros dos libros: Cocina regional (1953) y Recetario de olla a presión y batidora (1958), ambos también editados por la Sección Femenina.
A partir de la undécima edición del Manual en el año 1961, la Sección Femenina suprimió el nombre de Ana M.ª Herrera, sustituyéndolo por un indeterminado «Colectivo». Cuando se disuelve la organización femenina en 1977, la propiedad intelectual del Manual pasó a manos del Ministerio de Cultura y se siguió editando como anónimo. No fue hasta 1989 cuando los herederos de Ana M.ª Herrera iniciaron las gestiones para que se reconociese a su autora, hecho que se logró en 1995, con la consecuente renuncia del Ministerio de Cultura a los derechos que hasta entonces había ostentado formalmente.
Las ediciones modernas son de El País-Aguilar (1998-2008), y La Esfera de los Libros (2019, ISBN 9788491646792)

## Contenido
El Manual de cocina incluye una explicación sencilla sobre los utensilios, los productos, los cortes de carne y técnicas culinarias, ofreciendo descripciones breves para atenerse al sentido pragmático de un «manual» de cocina. En su libro, Ana M.ª Herrera quería formar a las amas de casa españolas con recetas sencillas, que pudieran hacer ellas solas sin tener mucho conocimiento de la cocina. Es por eso que huye de las recetas complicadas y del lujo.